# Coll del Pal (Costoja)
El Coll del Pal és una collada situada a 881,2 m alt en el terme comunal de Costoja, a la comarca del Vallespir (Catalunya del Nord), a prop del termenal amb Serrallonga. Està situat a la zona central del terme de Costoja, a l'est del poble de Vila-roja, al nord-est del Puig de Sant Miquel. És a la carena que separa les dues valls del terme de Costoja: la de la Ribera de Costoja i la de la Ribera de Vila-roja.